# Louis D. Lighton
Louis D. Lighton (* 25. November 1895 in Omaha, Nebraska; † 1. Februar 1963 in Palma, Spanien) war ein US-amerikanischer Drehbuchautor, Filmeditor und Filmproduzent.

## Leben
Lighton begann seine Laufbahn im Filmgeschäft zunächst als Drehbuchautor. In den 1920er Jahren war er als solcher an 40 Produktionen beteiligt, zuletzt 1927 an Wings. Als Filmeditor bearbeitete er bis 1927 vier Filme. 1928 wandte er sich der Filmproduktion zu und war bis einschließlich 1951 für 36 Filme verantwortlich. Bei mehreren Produktionen arbeitete er mit dem Regisseur Henry Hathaway zusammen.
Mehrere seiner Filme, darunter Manuel (1937) und  Der Testpilot (1938), waren jeweils in der Kategorie Bester Film für den Oscar nominiert. Lighton selbst wurde 1937 mit der Medal of Honor bei den Photoplay Awards ausgezeichnet.

## Filmografie (Auswahl)
Als Produzent
- 1928: Liebeslüge (The Shopworn Angel)
- 1929: Der Mann aus Virginia (The Virginian)
- 1931: Skippy
- 1932: Wenn ich eine Million hätte (If I Had a Million)
- 1933: Alice im Wunderland (Alice in Wonderland)
- 1934: Treffpunkt: Paris! (Now and Forever)
- 1935: Sein letztes Kommando (Annapolis Farewell)
- 1935: Bengali (The Lives of a Bengal Lancer)
- 1935: Peter Ibbetson
- 1937: Manuel (Captains Courageous)
- 1938: Der Testpilot (Test Pilot)
- 1945: Ein Baum wächst in Brooklyn (A Tree Grows in Brooklyn)
- 1946: Anna und der König von Siam (Anna and the King of Siam)
- 1949: Seemannslos (Down to the Sea in Ships)
- 1950: Die schwarze Rose (The Black Rose)
- 1951: Die Reise ins Ungewisse (No Highway in the Sky)

Als Drehbuchautor
- 1922: Eine Zuchthaustragödie (Flesh and Blood)
- 1924: Das Wiegenlied (The Lullaby)
- 1925: Der Mann ohne Gewissen (The Man Without a Conscience)
- 1925: Die kleine Annemarie (Little Annie Rooney)
- 1927: Flügel aus Stahl (Wings)

Als Editor
- 1927: Bin ich ihr Typ? (Get Your Man)
- 1927: Der Meuchelmörder von Nevada (Nevada)
- 1927: Eddie, der Postillion der Liebe (Special Delivery)